# Alice Parker
Alice Stuart Parker Pyle (Boston, 16 de diciembre de 1925-Hawley, Massachusetts, 24 de diciembre de 2023) fue una compositora, arreglista, conductora de coro y profesora estadounidense.

## Carrera profesional
Stuart inició un programa de conducción coral en la Escuela Juilliard en Nueva York.
Mientras trabajaba como profesora, Parker también colaboró con Robert Shaw en arreglos de materiales que serían grabados por Robert Shaw Chorale, y apareció junto a otros cantantes en la portada de Newsweek el 29 de diciembre de 1947.
Además de su trabajo con la Coral, Parker escribió un total de 5 óperas, 11 ciclos de canciones, 33 cantatas, 11 obras para coro y orquesta, 47 suites corales y más de 40 himnos originales. También arregló canciones espirituales, himnos y canciones populares, incluidas canciones populares francesas, españolas, hebreas y ladinas, muchas de las cuales se han convertido en parte del repertorio de coros de todo el mundo.

## Vida personal
Parker se casó con Thomas F. Pyle en 1954, con quién permaneció hasta su fallecimiento en 1976. Tuvieron cinco hijos: dos varones y tres mujeres. Tras la muerte de su esposo por un infarto, un coro formado por 400 de sus conocidos cantó Un réquiem alemán de Brahms en su funeral en la Catedral de San Juan el Divino de Nueva York.
Parker murió el 24 de diciembre de 2023 a los 98 años de edad.

## Trabajo seleccionado

### Óperas
- The Martyrs' Mirror (1971)[9]
- The Family Reunion (1976)
- Singers Glen (1978)
- The Ponder Heart (1982)[10]

### Canciones originales o arreglos
- Songs for Eve (1975)
- Echoes from the Hills (1984)
- Folk Song Transformation (1985)
- O Sing the Glories (2005)
- Heavenly Hurt: Songs of Love and Loss (2017)

### Libros
- Music: Pocket Crammer (1964)
- Creative Hymn Singing (1976)
- Melodious Accord: Good Singing in Church (1991)
- The Anatomy of Melody: Exploring the Single Line of Song (2006), ISBN 978-1579995607
- The Answering Voice: The Beginning of Counterpoint (2016), ISBN 978-1622770984